# 希尔德斯海姆
希尔德斯海姆（德語：Hildesheim，發音：[ˈhɪldəsˌhaɪm] ⓘ）是德国下萨克森州希尔德斯海姆县的城市，也是希尔德斯海姆县的县治，面积92.29平方千米，2023年12月31日人口为102,325人，是该县最大城市。
希尔德斯海姆是一座大学城，拥有希尔德斯海姆大学、希尔德斯海姆/霍尔茨明登/哥廷根应用技术大学和北德司法大学。
希尔德斯海姆的圣玛利亚主教座堂和圣米迦勒教堂是早期罗马式时期最重要的建筑之一，自1985年起被列为联合国教科文组织世界遗产。
1885年—1974年间，希尔德斯海姆曾是一座非县辖城市，之后并入希尔德斯海姆县。

## 友好城市
希尔德斯海姆与以下城市结为友好城市：
- 法國 昂古莱姆（1965年）
- 埃及 明亚（1975年）
- 英国 濱海韋斯頓（1983年）
- 俄羅斯 格連吉克（1992年）
- 英国 北索美塞特（1997年）
- 義大利 帕維亞（2000年）